# Consejo Antifascista de Liberación Nacional de Yugoslavia
El Consejo Antifascista de Liberación Nacional de Yugoslavia  (en serbocroata: Antifašističko Vijeće Narodnog Oslobođenja Jugoslavije, AVNOJ en el acrónimo) fue un órgano político creado por el movimiento partisano yugoslavo durante la Segunda Guerra Mundial. Fue el germen del parlamento yugoslavo creado por los partisanos y nombró al gobierno partisano del que más tarde provinieron la mayoría de los miembros del gobierno de unidad pactado en 1945 con el gobierno yugoslavo en el exilio.

## Antecedentes
Tras la Segunda Ofensiva Antipartisana, los partisanos abandonaron los alrededores de Foča para dirigirse a Bosnia occidental durante el verano de 1942. A pesar de las reticencias soviéticas, los mandos del Partido Comunista de Yugoslavia decidieron dar mayor importancia al futuro control político del país, tras una primera etapa en que la ayuda militar a la URSS, mediante la lucha contra el Eje, había sido prioritaria.

## Formación
Tras la captura de Bihać el politburó del partido ordenó la reunión de los comités locales de liberación. El 12 de noviembre de 1942 Tito comunicó al Comintern la intención de los partisanos de crear "algo parecido a un gobierno, que se llamará Comité Nacional de Liberación de Yugoslavia". Los soviéticos, a pesar de aceptar la creación del organismo, indicaron a Tito su deseo de que no se  presentase como un rival del gobierno yugoslavo en el exilio, ni se plantease la abolición de la monarquía.
Tito, en presencia de 54 de los 71 delegados escogidos por él, presentó el nuevo consejo el 16 de noviembre de 1942 siguiendo las indicaciones soviéticas, negando que se tratase de un gobierno. Los delegados eligieron a los miembros del nuevo AVNOJ, que aprobó un programa de 6 puntos. La junta eligió como presidente a Ivan Ribar, antiguo político no perteneciente al partido comunista.
El programa aprobado por el AVNOJ incluía la defensa de la independencia del país, la aplicación de verdaderos derechos democráticos, la liberación del mismo, la inviolabilidad de la propiedad privada y de las empresas privadas, elecciones libres tras la guerra, sin cambios sociales radicales, y la renuncia a la coacción y la aplicación de medidas ilegales contra la población. Abogaba además por la igualdad de las nacionalidades, definidas como la serbia, croata, eslovena, macedonia y montenegrina. Sentó las bases para un nuevo gobierno, completamente diferente al de entreguerras o al existente en el exilio. Los objetivos revolucionarios del Partido Comunista quedaron ocultos tras un programa de lucha contra el ocupante. Buscaba un amplio respaldo social.

## Segundo congreso en Jajce
El 29 de noviembre de 1943, durante la Sexta Ofensiva Antipartisana, se celebró en Jajce el segundo congreso del AVNOJ.
Asistieron 142 delegados y el oficial de enlace británico William Deakin, como representante de la misión militar británica. Tito declaró que había llegado el momento en que en AVNOJ se convirtiese en el parlamento yugoslavo y que se formase un "Comité Nacional de Liberación de Yugoslavia" como gobierno del país. Tras agradecer la ayuda británica, estadounidense y soviética (esta última casi nula) indicó los planes que se estaban llevando a cabo para la llegada de enlaces soviéticos, para unirse a los ya presentes británicos y norteamericanos. Acabó su discurso con un llamamiento a favor de una Yugoslavia libre y verdaderamente democrática.
Un nuevo gobierno de 17 miembros tomó oficialmente las riendas del gobierno, retirándose el reconocimiento del gobierno en el exilio. Tito quedaba como primer ministro y ministro de Defensa del nuevo gobierno. Se decretó que el rey Pedro II no podría regresar al país hasta que el pueblo eligiese si deseaba mantener la monarquía. Tito fue ascendido a mariscal.
En la misma sesión el AVNOJ solicitó al gobierno estadounidense el acceso a las reservas de oro yugoslavas, hasta entonces a disposición del gobierno exiliado. Esta sesión tuvo lugar a la vez que la Conferencia de Teherán, donde las tres potencias Aliadas debatieron, entre otros temas, el futuro de Yugoslavia.

## Negociaciones entre Tito y Šubašić
El 1 de noviembre de 1944 Tito y el primer ministro del gobierno en el exilio, Ivan Šubašić, alcanzaron un preacuerdo. El AVNOJ se convertiría oficialmente en el parlamento nacional y se formaría un gobierno de unidad con 12 miembros del Comité Nacional de Liberación y 6 del gobierno en el exilio. En el futuro se celebrarían elecciones y se decidiría el modelo estatal, permaneciendo el rey hasta entonces en el extranjero y representado por 3 regentes en Yugoslavia.
Al comienzo el rey se negó a aceptar el acuerdo, cediendo únicamente tras intensas presiones británicas. En el comunicado tras la Conferencia de Yalta se solicitó que el AVNOJ admitiese a miembros del parlamento anterior a la guerra que no hubiesen colaborado con el Eje.
El 6 de marzo de 1945 el AVNOJ recibió la dimisión del Comité de Liberación, a la vez que renunciaban los ministros en el exilio, todo para formar el nuevo gobierno de unidad nacional. El nuevo gobierno fue formado al día siguiente por 27 ministros, 20 de ellos antiguos miembros del Comité de Liberación recién disuelto y otros tres eran reconocidos partidarios de Tito.